# Лавово плато
Лавовото плато (лавов покров) представлява огромно вулканично образувание, формирано от много голямо количество застинала, предимно основна, силно теклива лава, която запълва неравностите на релефа и с малката си дебелина успява да покрие обширна площ. Този тип плата са основните носители на базалтови скали на повърхността на Земята.

## Формиране
Лавовите плата се формират обикновено от серия последователни, големи лавови разливи без експлозия. Те протичат в различни периоди от време и слоевете се наслагват един върху друг, а процесът продължава стотици и хиляди години. Например Колумбийското лавово плато в САЩ е формирано в продължение на милиони години. Двете най-големи лавови плата – при река Колумбия в САЩ и Декан в Индия, са екструдирани в период около 9 и съответно 15 милиона години. В двата региона скоростта на екструдиране на магмата е само 0,1 km3 за 1000 години на 1000 km2. Екструзията е процес на натрупване на лавов материал в местата, в които вулканичният канал или пукнатина достига до повърхността.
Такива изригвания възникнат без взривни процеси, защото мафичната лава, бедна на силикатни минерали, има нисък вискозитет и съдържа голямо количество газове. Тя изтича през пукнатини или разломи, а при силните вулканични изригвания – и през множество странични пукнатини, както често се случва в праисторическите епохи. Лавовият поток не се охлажда бързо и лавата и пепелта успяват да се разпространят на голямо разстояние от източника. Поради тази причина топологията не е доминирана от вулкани или вулканични центрове. Дебелината на така формираната вулканична скала може да бъде десетки до стотици метри.
Лавовото плато има някои специфични характеристики, които включват сравнително плосък терен с полегати склонове. Слоестата му структура е причинена от последователно наслагваните пластове, заливали територията в продължение на дълъг период от време. Това вулканично образувание обикновено е равно, безлично и в началото най-вече лишено от почва и растителна покривка. Обикновено в лавовите плата преобладават базалтовите скали, но се срещат и други скални типове в по-малки количества.
Горната повърхност на платото обикновено е много плоска, но често може да бъде прорязана от остри каньони и долини. Подхранват се от многобройни широки линейни пукнатини или цепнатини, разпръснати на голяма площ. В някои случаи под плоския лавов покров се крие вулкан от централен тип. Такъв е примерът с вулкана Хекла в Исландия, покрит отгоре с терциерна лава.
Централните ерупции при формиране на лавови потоци са от един общ център на вулканична дейност. По-голямата част от съвременните вулкани са от този тип, а формите им са много разнообразни. По-късно, след формирането на лавовото плато, на същото място може да се образуват щитовидни вулкани и други вулканични форми на релефа.
Тектоничната обстановка, в която се срещат големите лавови плата, е свързана с осите на океанския спрединг, например в Исландия, както и с отварянето на северната част на Атлантическия океан в Британско-Арктическата част, Гренландия, Шотландия и Ирландия. Предполага се, че с разцепването на Гондвана е свързано формирането на лавовите плата Парана, Кару и Декан. Образуването на етиопските базалтови плата и тези по река Колумбия се обясняват с океанското разширение в Тихия океан и Червено море.

## Необходими условия за формиране на лавово плато
- Лавата е ултрабазична с нисък вискозитет и силно теклива.[4]
- Лавата се разлива на голяма площ.[4]
- Лавата изстива и се втвърдява много бавно.[4]
- Наличие на многобройни последователни разливи на лава с еднакви качества.[4]

## Размери
Известни големи лавови плата се намират на всички континенти и тяхната площ може да достигне хиляди квадратни километра. Огромният обем на лавата, от която са образувани, е впечатляващ, особено ако го сравним с най-големия европейски вулкан Етна, чийто общ обем е около 500 km3. Обемът на едно лавово плато може да варира от 400 до около 800 000 km3. Трябва да се има предвид обаче, че този обем магма постъпва в продължение на дълъг период от време, на различни потоци. Например броят на отделните потоци при платото на река Колумбия в САЩ е определен между 120 и 150, със средна индивидуална дебелина от 15 до 30 метра. Там излятата лава надхвърля 195 000 km3.
Едно от най-обширните сухоземни плата на Земята, съществувало през палеогена, е имало площ от 1,8 милиона km2. Предполага се, че този регион, разположен в северната част на Атлантическия океан, е потънал на дъното му. Базалтовото лавово плато Кару в Южна Африка има площ от 2 млн. km2 и е със средна дебелина от 0,7 километра. Платото Декан в Индия заема 500 000 km2 със средна дебелина 1 метър, Сибирското плато – 250 000 km2 и дебелина 0,4 km, платото Парана в Бразилия – 120 000 km2.
Килиманджаро, най-високата планина в Африка, се издига върху обширно лавово плато с над 1000 метра височина. В югозападната му част се намира така нареченото „Плато на гигантските кратери“, единствено по своя вид, наподобяващо лунен пейзаж с десетки вулканични кратери, високи над 3000 метра.